# Edward Bartlett
Pour les articles homonymes, voir Bartlett.
Edward Bartlett est un naturaliste britannique, né en 1836 et mort en avril 1908.
Il passe quatre ans en Amazonie de 1865 à 1869 pour y récolter des oiseaux. Il assiste son père Abraham Dee Bartlett (1812–1897) au jardin zoologique de la Zoological Society of London en 1871.
De 1874 à 1890, il est conservateur du Muséum Maidstone dans le Kent.
Il émigre au Sarawak en Malaisie en 1891 et devient le conservateur du Muséum de Sarawak de 1895 à 1897.